# Колена
Ко́лена (болг. Колена) — село в Старозагорській області Болгарії. Входить до складу общини Стара Загора.

## Населення
За даними перепису населення 2011 року у селі проживали 277 осіб.
Національний склад населення села:
| Національність   | Кількість осіб | Відсоток |
| ---------------- | -------------- | -------- |
| болгари          | 247            | 90,8%    |
| цигани           | 21             | 7,7%     |
| Всього відповіли | 272            |          |

Розподіл населення за віком у 2011 році:
Динаміка населення: